# Dal a tűzpiros virágról
A Dal a tűzpiros virágról (finn címe: Laulu tulipunaisesta kukasta) Johannes Linnankoski finn író 1905-ös szerelmes regénye, mely meghozta írójának a nemzetközi sikert és elismerést. A munka alapján öt film adaptációra került sor, a legkorábbi 1919-ből és a legújabb 1971-ből.

## Magyarul
- Dal a tűzpiros virágról; ford. Sebestyén Irén; Athenaeum, Bp., 1914 (Athenaeum könyvtár)